# Acantholabrus palloni
Acantholabrus palloni (Tabernero de profundidad o Tordo de fondo) es una especie de pez de la familia Labridae en el orden de los Perciformes.

## Morfología
Los machos pueden llegar alcanzar los 25 cm de longitud total.

## Distribución geográfica
Se encuentra desde Noruega hasta el Gabón, incluyendo  Madeira, las Azores y Canarias. También en  el Mediterráneo y el mar Adriático.